# Vicariato apostólico de Arabia Meridional
El vicariato apostólico de Arabia Meridional (en latín: Vicariatus Apostolicus Arabiae Meridionalis y en árabe: النيابة الرسولية لجنوب شبه الجزيرة العربية‎) es una circunscripción eclesiástica de la Iglesia católica en la península arábiga. Se trata de un vicariato apostólico latino, inmediatamente sujeto a la Santa Sede. Desde el 1 de mayo de 2022 su vicario apostólico es el obispo Paolo Martinelli, de la Orden de los Hermanos Menores Capuchinos.

## Territorio y organización

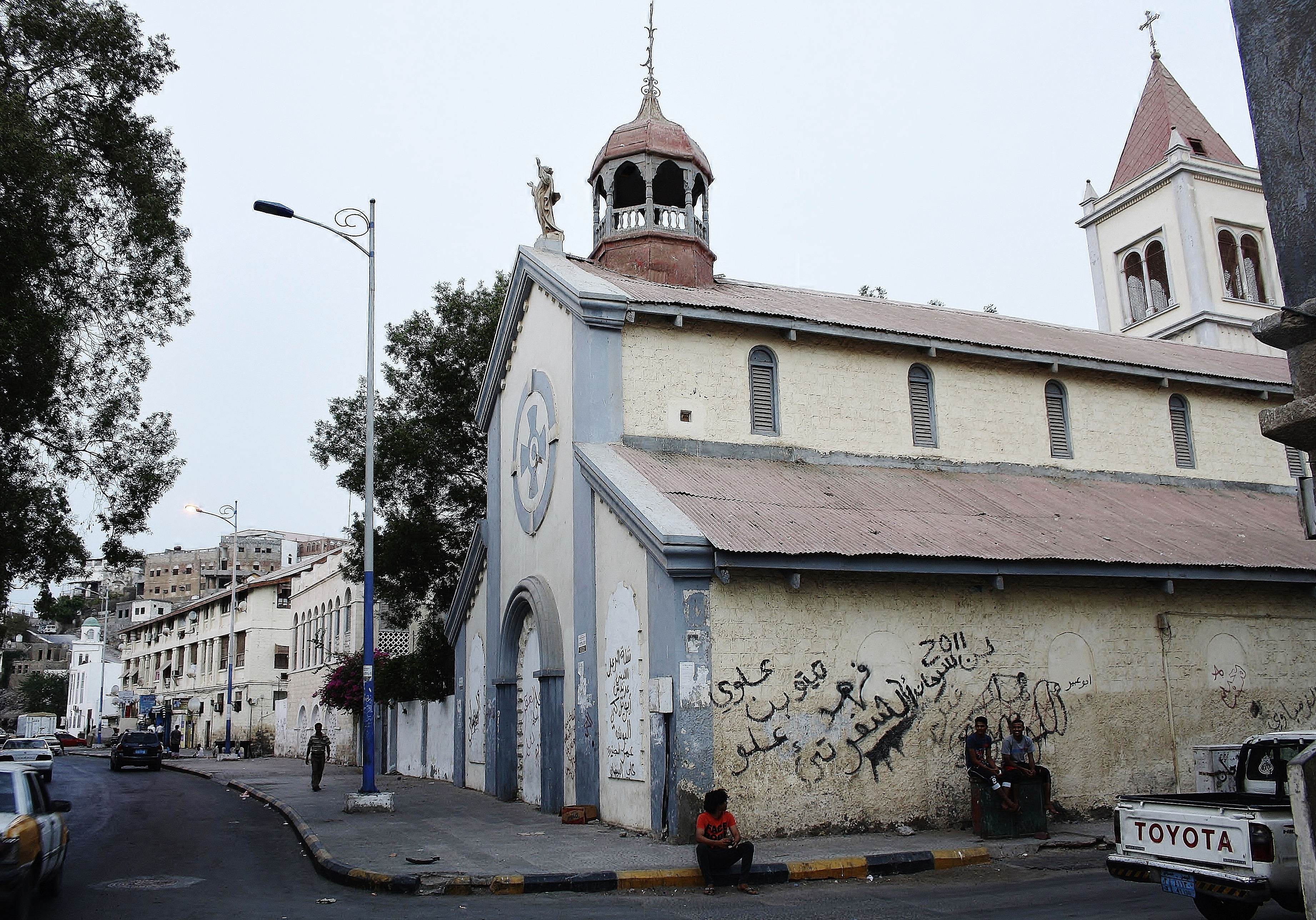
Exatedral de San Francisco, en Adén

El vicariato apostólico tiene 929 969 km² y extiende su jurisdicción sobre los fieles católicos de rito latino residentes en todo el territorio de Emiratos Árabes Unidos, Omán y Yemen. También tiene jurisdicción exclusiva sobre los ritos orientales a excepción de los correspondientes a las 6 Iglesias patriarcales.

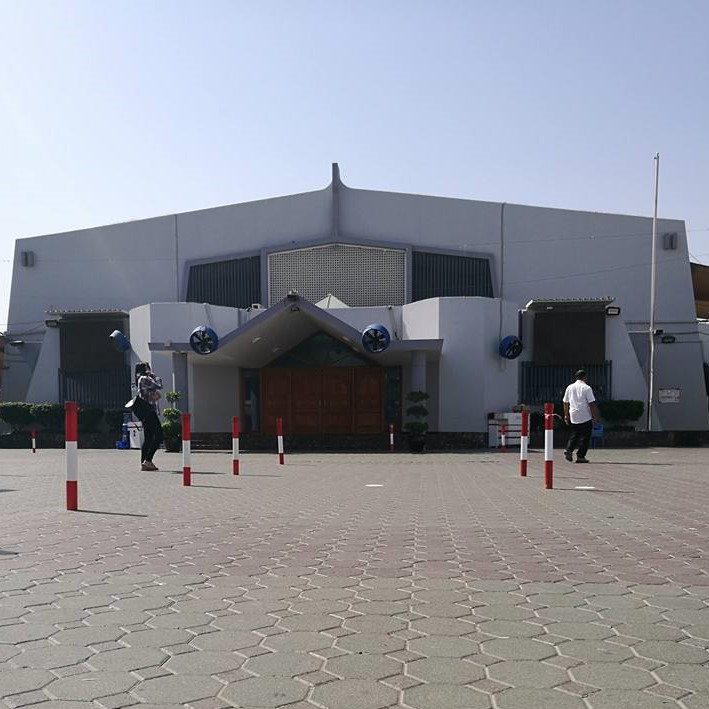
Iglesia de Santa María, en Dubái

La sede del vicariato apostólico se encuentra en la ciudad de Abu Dabi en los Emiratos Árabes Unidos, en donde se halla la Catedral de San José, consagrada el 10 de diciembre de 2021. En Adén, en Yemen, se encuentra la iglesia de San Francisco de Asís, que fue la catedral desde 1894 hasta 1974.

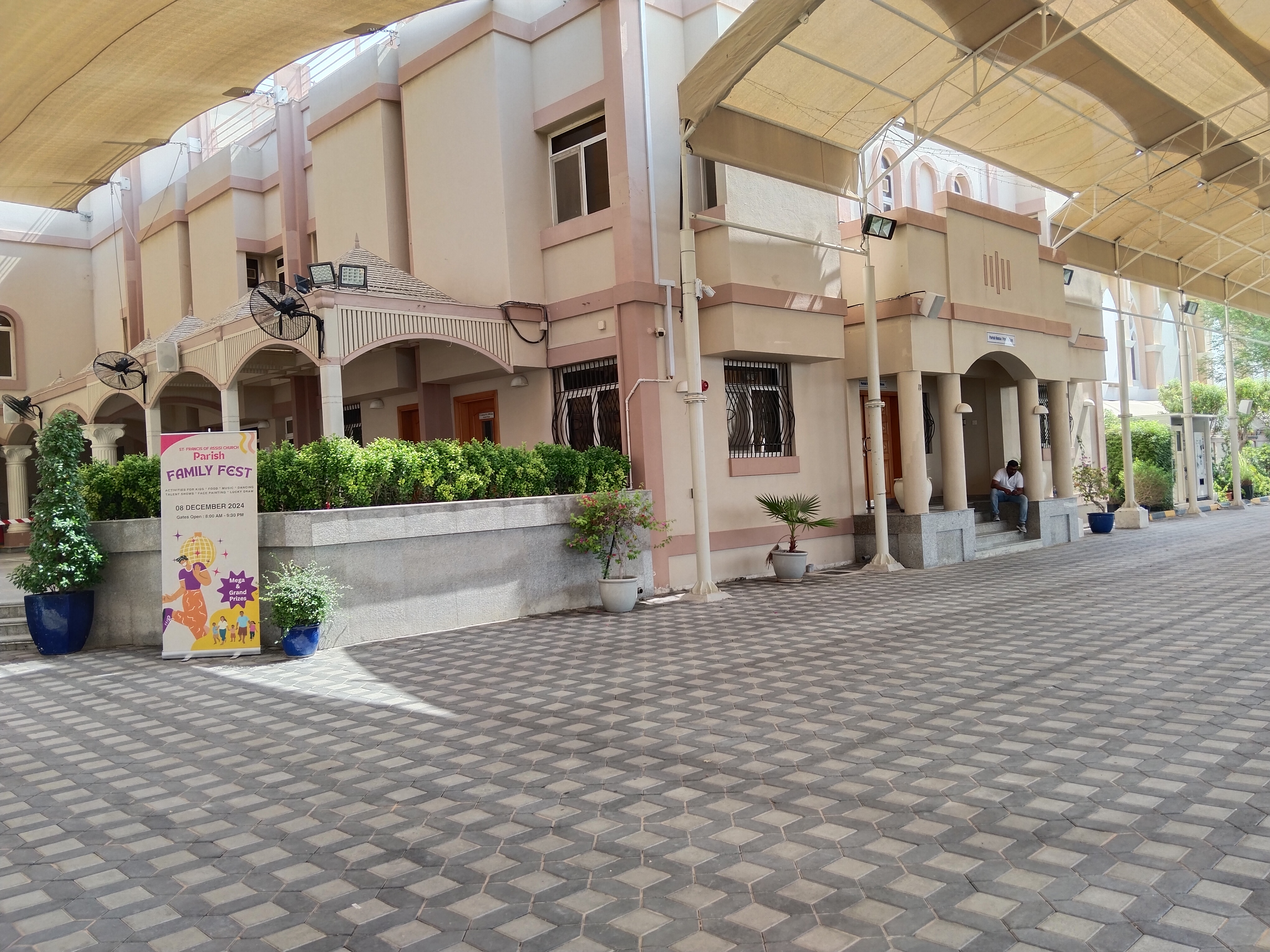
Iglesia de San Francisco de Asís, en Jebel Ali

Los vicarios apostólicos son miembros de derecho de la Conferencia de Obispos Latinos en las Regiones Árabes.
En 2022 en el vicariato apostólico existían 17 parroquias: 9 en los Emiratos Árabes Unidos, 4 en Yemen y 4 en Omán.

## Historia
El vicariato apostólico de Adén fue erigido el 4 de mayo de 1888 mediante el breve Quae catholico nomini del papa León XIII, separando territorio del vicariato apostólico de los Gallas (hoy vicariato apostólico de Harar).
Debido a la controversia con el vicario apostólico de Egipto sobre la definición de los límites, el 28 de junio de 1889, mediante el decreto Quum per erectionem de la Congregación de Propaganda Fide, extendió su jurisdicción sobre toda la península arábiga al este del meridiano 35° este, incluyendo las islas Perim y Socotra, asumiendo al mismo tiempo el nombre de vicariato apostólico de Arabia.
Desde 1916 el cuidado del vicariato apostólico fue confiado a los frailes capuchinos, originarios de la provincia toscana de la orden, y luego también de otras.
El 29 de junio de 1953 cedió una parte de su territorio para la erección de la prefectura apostólica de Kuwait (hoy vicariato apostólico de Arabia Septentrional) mediante la bula Quemadmodum dispensator del papa Pío XII.
Luego de que en 1969 Yemen del Sur se convirtiera en un estado comunista, el 1 de enero de 1974 la sede se trasladó de Yemen a los Emiratos Árabes Unidos.
El 6 de marzo de 2003 el papa Juan Pablo II mediante un rescriptum ex audientia —confirmado por el papa Benedicto XVI el 8 de abril de 2006— decidió que todos los fieles de cualquier Iglesia, rito o nacionalidad en los dos vicariatos de Arabia dependieran exclusivamente de los vicarios apostólicos latinos. 
El 31 de mayo de 2011 el vicariato apostólico de Kuwait (que pasó a llamarse vicariato apostólico de Arabia Septentrional) amplió su jurisdicción sobre Arabia Saudita, Catar y Baréin, que estaban sujetos al vicariato apostólico de Arabia, que tomó su denominación actual. Todo ello mediante el decreto Bonum animarum de la Congregación para la Evangelización de los Pueblos.
Del 3 al 5 de febrero de 2019 los Emiratos Árabes Unidos recibieron la visita del papa Francisco.
El 22 de julio de 2020 el papa Francisco en un rescriptum ex audientia decidió derogar las disposiciones de sus dos antecesores y extender la jurisdicción de los 6 patriarcas orientales sobre los dos vicariatos apostólicos de Arabia. Dispuso también que el cuidado pastoral de los fieles orientales sobre los que ejercen su jurisdicción los patriarcas se realizará en coordinación con los vicarios apostólicos.

## Estadísticas
Según el Anuario Pontificio 2023 el vicariato apostólico tenía a fines de 2022 un total de 1 005 600 fieles bautizados.
| Año                                                                             | Población            | Población  | Población      | Sacerdotes | Sacerdotes    | Sacerdotes    | Bautizados por sacerdote | Diáconos permanentes | Religiosos | Religiosos | Parroquias |
| Año                                                                             | Bautizados católicos | Total      | % de católicos | Total      | Clero secular | Clero regular | Bautizados por sacerdote | Diáconos permanentes | Varones    | Mujeres    | Parroquias |
| ------------------------------------------------------------------------------- | -------------------- | ---------- | -------------- | ---------- | ------------- | ------------- | ------------------------ | -------------------- | ---------- | ---------- | ---------- |
| 1950                                                                            | 5 840                | 10 000     | 0.1            | 9          |               | 9             | 648                      |                      |            | 5          | 4          |
| 1970                                                                            | 8 222                | 12 864 230 | 0.1            | 14         | 1             | 13            | 587                      |                      | 13         | 34         | 11         |
| 1980                                                                            | 132 800              | 18 000     | 0.7            | 23         | 4             | 19            | 5773                     |                      | 22         | 70         | 15         |
| 1990                                                                            | 500 000              | 23 750 000 | 2.1            | 27         | 7             | 20            | 18 518                   |                      | 20         | 65         | 18         |
| 1999                                                                            | 1 000                | 36 200 000 | 2.8            | 35         | 8             | 27            | 28 571                   | 1                    | 27         | 70         | 20         |
| 2000                                                                            | 1 300 000            | 42 250 000 | 3.1            | 36         | 9             | 27            | 36 111                   | 3                    | 27         | 65         | 20         |
| 2001                                                                            | 1 400 000            | 42 250 000 | 3.3            | 37         | 8             | 29            | 37 837                   | 3                    | 29         | 65         | 19         |
| 2002                                                                            | 1 300 000            | 42 500 000 | 3.1            | 40         | 9             | 31            | 32 500                   | 3                    | 31         | 68         | 21         |
| 2003                                                                            | 1 300 000            | 47 760 000 | 2.7            | 42         | 8             | 34            | 30 952                   | 2                    | 34         | 64         | 21         |
| 2004                                                                            | 1 300 500            | 47 760 669 | 2.7            | 45         | 9             | 36            | 28 900                   | 1                    | 36         | 64         | 20         |
| 2010                                                                            | 2 129 000            | 62 498 240 | 3.4            | 65         | 9             | 56            | 32 753                   | 1                    | 56         | 62         | 23         |
| 2012                                                                            | 1 695 914            | 63 694 479 | 2.7            | 71         | 10            | 61            | 23 886                   | 1                    | 61         | 62         | 20         |
| 2014                                                                            | 942 000              | 38 185 000 | 2.5            | 51         | 7             | 44            | 18 470                   | 1                    | 48         | 59         | 15         |
| 2017                                                                            | 996 600              | 41 962 458 | 2.4            | 64         | 13            | 51            | 15 571                   | 1                    | 53         | 50         | 16         |
| 2020                                                                            | 1 002 000            | 43 907 437 | 2.3            | 64         | 13            | 51            | 15 656                   | 1                    | 53         | 54         | 17         |
| 2022                                                                            | 1 005 600            | 45 232 171 | 2.2            | 69         | 14            | 55            | 14 573                   |                      | 57         | 50         | 17         |
| Fuente: Catholic-Hierarchy, que a su vez toma los datos del Anuario Pontificio. |                      |            |                |            |               |               |                          |                      |            |            |            |

## Episcopologio
- Louis-Callixte Lasserre, O.F.M.Cap. † (4 de mayo de 1888-abril de 1900 renunció)
- Bernard Thomas Edward Clark, O.F.M.Cap. † (21 de marzo de 1902-18 de junio de 1910 nombrado obispo de Puerto Victoria o Seychelles)
- Raffaele Presutti, O.F.M.Cap. † (13 de septiembre de 1910-3 de agosto de 1914 falleció)
- Evangelista Latino Enrico Vanni, O.F.M.Cap. † (15 de abril de 1916-enero de 1927 renunció)
  - Sede vacante (1927-1933)
- Pacifico Tiziano Micheloni, O.F.M.Cap. † (25 de abril de 1933- 6 de julio de 1936 falleció)[nota 2]
- Giovanni Tirinnanzi, O.F.M.Cap. † (2 de julio de 1937-21 de octubre de 1948 renunció)[nota 3]
- Irzio Luigi Magliacani, O.F.M.Cap. † (25 de diciembre de 1949-4 de noviembre de 1969 retirado)
  - Sede vacante (1969-1975)
- Giovanni Bernardo Gremoli, O.F.M.Cap. † (2 de octubre de 1975-21 de marzo de 2005 retirado)
- Paul Hinder, O.F.M.Cap. (21 de marzo de 2005-1 de mayo de 2022 retirado)
- Paolo Martinelli, O.F.M.Cap., desde el 1 de mayo de 2022